# Institut La Boétie
Ne doit pas être confondu avec la « fondation insoumise » du même nom créée en 2020.
L'Institut La Boétie, créé en 1978 par Bernard de La Rochefoucauld et Jacques Defforey, est l'un des premiers think tanks français. 
Ancêtre de l'Institut Montaigne et source d'inspiration du nom de ce dernier, l'Institut La Boétie s'inscrivait dans une philosophie libérale. Ses dernières productions remontent à 1994.

## Histoire et positionnement
Inspiré par une approche libérale, l'Institut La Boétie se fixait pour mission de « mettre au service des hommes un travail concret de réflexion et de recherche pour permettre les choix économiques et sociaux les plus favorables au plein exercice de leur initiative et de leur responsabilité »[réf. nécessaire]. Il regroupait des dirigeants de grandes entreprises parmi lesquels Jacques Defforey, cofondateur du groupe Carrefour. Philippe Denis, président d'Élysées Gestion, filiale du CCF, fut élu à la présidence en 1992.
Officiellement indépendant des partis politiques, l'Institut La Boétie était assez proche par son positionnement libéral du Parti républicain de Jean-Pierre Soisson et François Léotard. 
Les archives et la documentation de l'Institut La Boétie ont été transférés à l'Institut Montaigne, par Bernard de La Rochefoucauld, devenu président d'honneur de ce dernier,.

## Publications[6]
- Une prudence moderne ?, par Philippe Raynaud et Stéphane Rials, 1992[7]
- Des remèdes pour la santé : Pour une nouvelle politique économique de la médecine, par Robert Launoy, 1989[8]
- Destin du fédéralisme par Stéphane Rials, 1986[9]
- Le Prix du livre : Analyse économique de la loi Lang par Patrick Messerlin, 1985[10]
- Le Référendum : Une pratique nécessaire à la démocratie, par Roland Drago, 1987[11]
- Le Système de soins et la maîtrise des dépenses de santé en RFA, 1990
- Le Logement, par Pierre Le Besnerais, 1985
- Musées et Partenariat, 1993
- Systèmes de santé : H.M.O., R.S.C., comparaisons internationales, 1985
- La Réforme du système de santé britannique, 1990
- Le Système de santé au Japon, par Wassim Kamel, 1992
- L'Entreprise, terre d'élection ou lieu de perdition ?, 1987
- Le Commerce de détail en République fédérale allemande : Le Cadre législatif et réglementaire par Melchior d'Aramon, 1983
- Philosophie de la réglementation ; Groupes de pression : notes de lecture, par Bernard de La Rochefoucauld, 1985
- Routes et transports urbains : Rattraper vingt ans de retard, par Bernard de La Rochefoucauld, 1990
- Mutation de la société et responsabilité, 1994
- Demain le logement, par Pierre Le Besnerais, 1986
- Le Logement : Comparaisons internationales, 1986